# علی آباد (سیاه منصور)
علی‌آباد، روستایی از توابع بخش مرکزی شهرستان بیجار در استان کردستان ایران است.

## جمعیت
این روستا در دهستان سیاه منصور قرار دارد و براساس سرشماری مرکز آمار ایران در سال ۱۳۸۵، جمعیت آن ۲۳۰ نفر (۴۹خانوار) بوده‌است.